# 空挺Dragons
《空挺Dragons》是桑原太矩所著的日本漫畫，開始連載於講談社旗下的漫畫月刊雜誌《good! Afternoon》2016年7號。
橘もも所著改编小说自2019年6月起于KADOKAWA旗下月刊小说杂志《DA VINCI》连载，改編電視動畫在2020年1月至3月期間於富士電視台「+Ultra」時段播映。
本作入圍2019年電子漫畫大賞（電子漫畫大獎）（みんなが選ぶ!!電子コミック大賞）男性部門提名名單。

## 劇情簡介
故事的背景是被称为龙的生物所棲息的世界，讲述了一群以猎杀龙为生的「捕龙人」。在「昆·薩札號」這艘罕见的捕龙船上，有各种捕龙人，如喜欢龙的米卡、新捕龙人塔姬妲、有一个捕龙人父亲的吉洛，以及由于各种原因离开地上的捕龙者，如瓦娜贝尔。他们每个人都有自己的理由和目的。

## 登场人物
配音演员参考电视动画官网。

### 昆·萨札号
米卡（声 : 前野智昭）
本作主角。平时总是睡眼惺忪的样子，但是一旦遇到与龙有关的话题就精神百倍。有丰富的龙的知识与猎龙的经验，因为过去的经历的原因拒绝使用毒来猎龙。认为猎龙需要有拼上性命的觉悟。同時也是老饕一個，熟悉各種龍肉的料理法。
塔姬妲（声 : 雨宫天）
本作女主角。昆·萨札号少數的女性队员之一，性格开朗，朝气蓬勃的新人。非常憧憬如姐姐般的瓦娜贝尔。在上船前幾乎無捕龙的经验，随故事的展开，猎龙的技术也在精进中。很在意米卡，但常常被他在獵龍中大膽又無法預測的舉動嚇到不知所措。
吉洛（声 : 齐藤壮马）
年轻的捕龙人，年龄比塔姬妲还要小些。性格认真，也因此时常叱责不按指挥走的米卡和新人塔姬妲。是船员中视力最好的、天气预报和天测航法都相当优秀。尽管其他人不相信，深信其父亲在捕龙船上工作时曾见过光龙。为追寻光龙而成为捕龙人。
瓦娜贝尔（声 : 花泽香菜）
和米卡技术不相上下的女性老手捕龙人。外型是眾多男性喜歡的美女類型，但個性豪爽非常有男子氣概，工作閒暇時喜歡喝一杯，酒量比大多數男人還好。有因试图推翻阿提娜城的独裁统治失败脱走的过去。
吉布斯（声 : 诹访部顺一）
昆·萨札号的资深船员，甲板长，负责现场指挥及与船只停靠的城市进行议价谈判。
库洛科（声 : 关智一）
昆·萨札号的代理船长，是船员中最爱惜昆·萨札号的人。
尼科（声 : 樱井孝宏）
常带黑色帽子出场的男性船员。与吉洛相处时表现的相当粗野，但实际是个心地善良的人，把吉洛当成自己的弟弟看待。
加加（声 : 熊谷健太郎）
船员中的光头大汉，但有着绘画的爱好，并且画得相当好，用画记录下自己在船上的旅程和曾经猎过的各种各样的龙。
菲伊（声 : 古川慎）
金发的男性船员。与索拉亚是老友，相约一起成为捕龙人。
索拉亚（声 : 上村祐翔）
黑发男性船员。性格不紧不慢，遇上问题时先静观其变。
欧肯（声 : 武内骏辅）
尼科同岁的男性船员。血气方刚，性格急躁。
卡贝拉（声 : 釘宮理恵）
昆·萨札号的女性舵手。身材高挑的眼睛娘。
梅茵（声 : 赤崎千夏）
昆·萨札号的女随船机械师。身材娇小，争强好胜，与希洛等人一起负责维护飞船。
希洛（声 : 榎木淳弥）
昆·萨札号的见习机械师。性格内向，没什么存在感。
道格
昆·萨札号的轮机长，年纪最大的船员。
约西（声 : 井上和彦）
昆·萨札号的的随船厨师。除负责准备餐食外也要负责关注船员的身体状况。
李（声 : 佐佐木启夫）
昆·萨札号的内务长、会计。负责计算船员的报酬及船的总帐。
巴科（声 : 鸟海浩辅）
昆·萨札号的最资深船员之一。
巴达金（声 : 松山鹰志）
昆·萨札号的最资深船员之一。

### 其他
乌拉爷（声 : 铃木清信）
住在库恩市的千剖士的族长。
卡恰（声 : 佐仓绫音）
在库恩市的酒馆工作的女孩，与吉洛关系甚好。
阿斯凯拉（声 : 坂本真绫）
居住在塔姬妲因追逐幼龙而掉落的山谷中，给人一种与米卡一样的氛围。

## 用语
龙
在本作中出现的龙特指使用被称为「震臓」的特殊器官，在空中像在水里游动一样飞行的生物。龙的种类繁多，体型也各异，也有许多未知种存在。
龙是重要的肉质、油料来源，也可入药或制作手工艺品，在故事的世界中，有「一龙百市兴」的说法。
捕龙人
乘捕龙船与龙搏斗，捕猎龙为生的人。是高危职业，一不小心就会搭上命。在捕龙业刚兴起时，有国家强制囚犯与流浪汉捕龙，不过在故事发生的时点，只有自愿的意志坚定的人参与此业。
捕龙船
捕龙人所搭乘的飞船。在故事发生的时点，由于维护费用巨大，捕不到龙就会亏损，数量已经少了不少。

## 出版书籍

### 漫畫
| 卷数 | 講談社        | 講談社                                                  | 東立出版社     | 東立出版社             |
| 卷数 | 發售日期      | ISBN                                                    | 發售日期       | ISBN                   |
| ---- | ------------- | ------------------------------------------------------- | -------------- | ---------------------- |
| 1    | 2016年11月7日 | ISBN 978-4-06-388204-9                                  | 2018年3月1日   | ISBN 978-986-486-623-6 |
| 2    | 2017年5月1日  | ISBN 978-4-06-510319-7                                  | 2018年8月24日  | ISBN 978-986-486-624-3 |
| 3    | 2017年11月7日 | ISBN 978-4-06-510319-7                                  | 2019年2月14日  | ISBN 978-957-26-0166-2 |
| 4    | 2018年5月7日  | ISBN 978-4-06-511461-2 ISBN 978-4-06-512047-7（特裝版） | 2019年8月22日  | ISBN 978-957-26-2198-1 |
| 5    | 2018年11月7日 | ISBN 978-4-06-513454-2                                  | 2020年2月24日  | ISBN 978-957-26-2199-8 |
| 6    | 2019年5月7日  | ISBN 978-4-06-515527-1 ISBN 978-4-06-515530-1（特裝版） | 2020年5月8日   | ISBN 978-957-26-3554-4 |
| 7    | 2019年11月7日 | ISBN 978-4-06-517587-3                                  | 2020年10月8日  | ISBN 978-957-26-4511-6 |
| 8    | 2020年3月6日  | ISBN 978-4-06-518878-1                                  | 2020年11月16日 | ISBN 978-957-26-5097-4 |
| 9    | 2020年9月7日  | ISBN 978-4-06-520746-8                                  | 2021年3月8日   | ISBN 978-957-26-5824-6 |
| 10   | 2021年3月5日  | ISBN 978-4-06-522496-0                                  | 2021年11月11日 | ISBN 978-957-26-6767-5 |
| 11   | 2021年8月5日  | ISBN 978-4-06-524377-0                                  | 2023年3月10日  | ISBN 978-957-26-7668-4 |
| 12   | 2022年1月7日  | ISBN 978-4-06-526554-3                                  | 2023年10月19日 | ISBN 978-957-26-8604-1 |
| 13   | 2022年7月7日  | ISBN 978-4-06-528159-8                                  | 2024年8月23日  | ISBN 978-626-7185-18-6 |
| 14   | 2022年12月7日 | ISBN 978-4-06-529932-6                                  |                |                        |
| 15   | 2023年5月8日  | ISBN 978-4-06-531479-1                                  |                |                        |
| 16   | 2023年11月7日 | ISBN 978-4-06-533688-5                                  |                |                        |
| 17   | 2024年4月5日  | ISBN 978-4-06-535016-4                                  |                |                        |
| 18   | 2024年9月6日  | ISBN 978-4-06-536764-3                                  |                |                        |
| 19   | 2025年2月6日  | ISBN 978-4-06-538387-2                                  |                |                        |
| 20   | 2025年8月6日  | ISBN 978-4-06-540404-1                                  |                |                        |

### 小說
| 卷數 | KADOKAWA      | KADOKAWA               | 台灣角川      | 台灣角川               |
| 卷數 | 發售日期      | ISBN                   | 發售日期      | ISBN                   |
| ---- | ------------- | ---------------------- | ------------- | ---------------------- |
| 1    | 2019年11月7日 | ISBN 978-4-04-064205-5 | 2020年5月25日 | ISBN 978-957-74-3771-6 |

## 电视动画
由Polygon Pictures採用了3DCG的技术製作動畫。

### 製作團隊
- 原作：桑原太矩《空挺Dragons》（講談社《good! Afternoon》連載）[5]
- 監督：吉平“Tady”直弘
- 系列構成、脚本：上江洲誠
- 艺术指导：田中直哉、森山佑树
- 动画角色设计：小谷杏子
- CG监修：坂间健太
- 美术监督：尾身千宽
- 色彩设计：野地弘纳
- 模型监修：大桥永志、绵引健
- 环境监修：新津仁志
- Rigging监修：Fernando Martin Perucki
- Look Dev监修：工藤正宽、瓜生大介
- L/O动画监修：井泽一胜、菊池宣裕
- BG Setup监修：池上裕贵
- 效果监修：须藤太一
- 灯光、合成监修：松岛广幸、Warner Wan De Ming
- 制作编辑：鹿岛英明
- 音響監督：岩浪美和
- 音乐：横山克
- 動畫制作：Polygon Pictures
- 制作：空挺Dragons製作委員会

### 主題曲
片頭曲

作詞、作曲、編曲、主唱：神山羊。
片尾曲

作词、作曲：津野米咲，编曲、主唱：紅色公園

### 各話列表
| 話數      | 日文標題                                 | 中文標題             | 劇本     | 分鏡     | 演出           |
| --------- | ---------------------------------------- | -------------------- | -------- | -------- | -------------- |
| Flight.1  | QUIN ZAZA                                | 昆·薩札號            | 上江洲誠 | 寺岡巖   | 吉平"Tady"直弘 |
| Flight.2  | Bounty & Dragonet alla Diavola           | 賞金與極小龍的惡魔風 | 上江洲誠 | 島津裕行 | 吉平"Tady"直弘 |
| Flight.3  | Glittering Dragon                        | 光龍                 | 上江洲誠 | 米林拓   | 米林拓         |
| Flight.4  | Reasons for Flying & Dragon Terinne      | 乘船理由與法式龍醬糜 | 上江洲誠 | 島津裕行 | 坂間健太       |
| Flight.5  | Sky Pirates & Pastrami                   | 空中海盜與煙熏龍肉   | 上江洲誠 | 米林拓   | 米林拓         |
| Flight.6  | Festival & Dragon Laghman                | 祭典與龍肉手抻湯麵   | 上江洲誠 | 島津裕行 | 坂間健太       |
| Flight.7  | Disaster & Edible Dragons                | 大災難與能吃的龍     | 上江洲誠 | 米林拓   | 米林拓         |
| Flight.8  | Operation:Take Down the Rampaging Dragon | 暴龍捕獲作戰         | 上江洲誠 | 島津裕行 | 坂間健太       |
| Flight.9  | Soup Kitchen Goulash & Dragon Cutlet     | 賑災燉菜與炸龍排     | 上江洲誠 | 米林拓   | 米林拓         |
| Flight.10 | Migrating Dragons & the Chasm Depths     | 渡龍與谷底           | 上江洲誠 | 島津裕行 | 坂間健太       |
| Flight.11 | Dragonet & Dragon Brain Hunter Stew      | 小小的龍與龍腦獵人鍋 | 上江洲誠 | 米林拓   | 米林拓         |
| Flight.12 | Dragon Corridor                          | 龍之回廊             | 上江洲誠 | 島津裕行 | 坂間健太       |

### 播放電視台
日本深夜動畫：下文記載的日本国内播放時間使用日本標準時間（UTC+9）表示。因為部分時間标识會採用30小时制，因此請留意这类超过24:00的时间，其實際播放時間為翌日清晨。
| 日本国内   | 日本国内       | 日本国内               | 日本国内                  | 日本国内   | 日本国内                      |
| 播放地區   | 播放電視台     | 播放日期               | 播放時間（UTC+9）         | 所屬聯播網 | 備註                          |
| ---------- | -------------- | ---------------------- | ------------------------- | ---------- | ----------------------------- |
| 關東廣域圈 | 富士電視台     | 2020年1月8日－3月25日  | 星期三 24時55分－25時25分 | 富士電視網 | 協助製作／「+Ultra」節目      |
| 福岡縣     | 西日本電視台   | 2020年1月8日－3月25日  | 星期三 25時55分－26時25分 | 富士電視網 |                               |
| 近畿廣域圈 | 關西電視台     | 2020年1月9日－3月26日  | 星期四 25時55分－26時25分 | 富士電視網 |                               |
| 中京廣域圈 | 東海電視台     | 2020年1月11日－3月28日 | 星期六 25時55分－26時25分 | 富士電視網 |                               |
| 北海道     | 北海道文化放送 | 2020年1月12日－3月29日 | 星期日 25時15分－25時45分 | 富士電視網 |                               |
| 日本全國   | BS富士         | 2020年1月15日－4月1日  | 星期三 24時00分－24時30分 | 衛星電視   | 協助製作／「ANIME GUILD」節目 |

#### 网络播放
| 播放地區 | 播放平台 | 播放日期     | 播放時間（UTC+9） | 備註         |
| -------- | -------- | ------------ | ----------------- | ------------ |
| 全球     | Netflix  | 2020年1月9日 | 不适用            | 協助製作     |
| 中国大陆 | Bilibili | 2020年1月9日 | 不适用            | 与Neflix同步 |

## 外部連結
- 漫畫官方網站（日語）
- 動畫官方網站（日語）
- 在Netflix上觀看《空挺Dragons》